# Еберхард фон Рандек
Еберхард фон Рандек (на немски: Eberhard von Randeck; * пр. 1327; † 3 януари 1372) от Пфалцския благороднически род фон Рандек, е катедрален декан (1341), избран за епископ на Шпайер.

## Биография
Той е син на Еберхард II фон Рандек († 1326) и съпругата му Ида фон Нак-Шварценберг († сл. 1336). Внук е на рицар Йохан I фон Рандек († сл. 1298) и Беатрикс фон Еренберг († сл. 1280), сестра на Герхард фон Еренберг († 1363), епископ на Шпайер (1336 – 1363). Брат е на Готфрид IV фон Рандек († 1345/1347).
На 10 април 1337 г. Еберхард е домхер в Шпайер, от 1341 г. е декан на катедралния капител. Той е много ценен от роднината му епископ Герхард фон Еренберг. През 1352 г. Еберхард става жител на Шпайер. За заслугите му катедралният капител през 1356 г. чете дневна служба за него и роднините му на направения от него олтар на „Св. Кириакус“.
Когато епископ Герхард фон Еренберг умира през 1363 г. и е погребан катедралният капител избира катедралния декан Еберхард фон Рандек да бъде следващият епископ. Обаче император Карл IV поставя своя доверен съветник Лампрехт фон Брун, който е одобрен за епископ на Шпайер от папа Урбан V. Катедралният капител и градът протестират против Брун и му отказват официалното встъпване на служба. Те изпращат вестители в императорския двор за правата на Рандек. Всички го честват като новия епископ. Еберхард фон Рандек се нарича в издадените от него документи винаги като „избран епископ фон Шпайер“.
Еберхард се изморява от конфликтите и понеже никой не желае да го помаже, накрая се отказва. Император Карл IV нарежда на 20 януари 1365 г. като компесация доживотното му ползване на замъците Кестенбург и Уденхайм (Филипсбург) с тамошното Рейнско мито. Еберхард живее главно в Уденхайм (Филипсбург). Той остава обаче катедрален декан.
Рандек умира на 3 януари 1372 г. и на този ден е записан в книгата за памет в катедралата на Шпайер.